# 외시포시마크
외시포시마크(타타르어: өчпочмак) 또는 외스보스마크(바시키르어: өсбосмаҡ)는 다진 쇠고기와 양파, 감자가 든 페이스트리로, 타타르인과 바시키르인의 전통 음식이다. 차나 국물을 곁들여 먹는다.

## 같이 보기
- 삼사
- 패래매시